# Umm ar-Rasas
Umm ar-Rasas (z arab. Matka Ołowiu) – stanowisko archeologiczne w odległości kilkudziesięciu kilometrów od Madaby w Jordanii.
Dzięki wykopaliskom, które w 1986 prowadził o. Michele Piccirillo OFM z Studium Biblicum Franciscanum, Umm ar-Rasas zostało zidentyfikowane jako biblijna Mefaat. Nazwa miasta widnieje na odnalezionych w bizantyjskim kompleksie sakralnym św. Szczepana mozaikach (w języku greckim Kastron Mefaa).
Miasto-obóz w kształcie prostokąta (158x139 m) było w okresie bizantyjskim otoczone murem. W jego wnętrzu zostały odnalezione pozostałości czterech kościołów – wykopaliska ekspedycji szwajcarskiej.
Na północ od miasta-obozu (gr. kastron) znajdują się ruiny budowli mieszkalnych i sakralnych, w tym aż 15 kościołów, m.in.: biskupa Sergiusza, Lwów, Kapłana Wail'a, kaplica Kolumny.
W niewielkiej odległości od ruin wznosi się majestatyczna 15-metrowa wieża, stanowiąca integralną część sąsiadującego z nią w starożytności klasztoru. Na jej szczycie znajduje się niewielka cela, w której według archeologów miał mieszkać mnich eremita.
W roku 2004 Umm ar-Rasas zostało wpisane na listę światowego dziedzictwa UNESCO.